# Spilosoma perornata
Spilosoma perornata är en fjärilsart som beskrevs av Moore 1879. Spilosoma perornata ingår i släktet Spilosoma och familjen björnspinnare. Inga underarter finns listade i Catalogue of Life.